# San Ferdinando (Itàlia)
San Ferdinando és un comune (municipi) de la Ciutat metropolitana de Reggio de Calàbria, a la regió italiana de Calàbria, situat a uns 80 km al sud-oest de Catanzaro i a uns 45 km al nord-est de Reggio de Calàbria. A 1 de gener de 2019 la seva població era de 5.099 habitants.
San Ferdinando limita amb els municipis de Nicotera, Gioia Tauro i Rosarno.